# Mateusz Więcławek
Mateusz Więcławek (ur. 2 sierpnia 1993 w Radomsku) – polski aktor.

## Życiorys
W roku 2019 ukończył studia na Wydziale Aktorskim Państwowej Wyższej Szkoły Filmowej, Telewizyjnej i Teatralnej w Łodzi.
W 2014 wystąpił w roli Janka Majcherta, jednego z głównych bohaterów filmu Anny Kazejak Obietnica. W 2017 zagrał Jacka Wesołowskiego, główną rolę w filmie Roberta Glińskiego Czuwaj.
Od 2013 występuje w serialach telewizyjnych. W 2016 wcielił się w rolę Jaśka Molendy w serialu Canal+ Belfer. Występował też epizodycznie w serialach: Głęboka woda (2013), Prawo Agaty (2014) czy W rytmie serca (2018).

## Filmografia

### Filmy
- 2014: Obietnica jako Janek Majchert
- 2014: Kamienie na szaniec jako żandarm zabijający „Zośkę”
- 2015: Powrót (etiuda szkolna)
- 2015: Jazda (etiuda szkolna) jako Adam
- 2015: Czerwony pająk jako kolega Karola
- 2016: W grudniu po południu (etiuda szkolna) jako Tycjan
- 2016: Taki wspaniały dzień (etiuda szkolna) jako Eliasz
- 2016: Suzy Jones (etiuda szkolna) jako kolega
- 2016: Prosta historia o morderstwie jako Krystian Lach
- 2016: Krótki dystans (etiuda szkolna) jako Szymon
- 2016: Konwój jako diler
- 2016: Chcę ci powiedzieć coś (etiuda szkolna)
- 2017: Zang Tumb Tumb (etiuda szkolna)
- 2017: Mleko (etiuda szkolna) jako Adrian
- 2017: Jeden przystanek do końca (etiuda szkolna)
- 2017: Czuwaj jako Jacek Wesołowski
- 2017: Cicha noc jako Jacek
- 2018: Kler jako starszy posterunkowy Borek
- 2018: Saszka (etiuda szkolna) jako drag queen
- 2018: Monument jako chłopak
- 2020: Zieja jako młody ks. Zieja
- 2020: Wszyscy moi przyjaciele nie żyją jako Filip
- 2020: Adventures of a Mathematician jako Adam Ulam
- 2021: W lesie dziś nie zaśnie nikt 2 jako Adaś
- 2021: Wesele jako Antoni Wilk w młodości
- 2023: Figurant jako Bronek Budny
- 2023: Kobieta z... jako Andrzej/Aniela Wesoły w młodości

### Seriale
- 2013: Głęboka woda jako Kuba Nowicki (odc. 9)
- 2014: Prawo Agaty jako Aleks (odc. 58)
- 2016: Belfer jako Jasiek Molenda
- 2018: W rytmie serca jako Michał Matuszewski (odc. 24)
- 2018–2019: Pułapka jako Kamil Janecki
- 2019: World on Fire jako Grzegorz Tomaszeski
- 2023: Absolutni debiutanci jako Teo (odc. 6)